# 꼬마 사장과 여비서
꼬마 사장과 여비서는 한국에서 제작된 이성구 감독의 1971년 영화이다. 김정훈 등이 주연으로 출연하였고 전석진 등이 제작에 참여하였다.

## 출연

### 주연
- 김정훈
- 남정임